# Società Polisportiva Ars et Labor 1962-1963
Questa voce raccoglie le informazioni riguardanti la Società Polisportiva Ars et Labor  nelle competizioni ufficiali della stagione 1962-1963.

## Stagione
È una bella SPAL quella che disputa la sua dodicesima stagione consecutiva in Serie A nel 1962-1963, costruita con lungimiranza e forte di ottimi giocatori. Arriva Eugenio Bruschini in porta, che si distinguerà come uno dei migliori guardiani della storia biancazzurra, ritorna Gianfranco Bozzao dalla Juventus per rafforzare una difesa che ha in Adolfo Gori il suo perno principale: impostato terzino, da mediano che era al suo arrivo a Ferrara, arriverà in Nazionale. In attacco il cannoniere sarà Gianni Bui con 8 reti, giovane e promettente centravanti pescato nel Pisa e destinato ad una brillante carriera. Il tutto, con il solito Oscar Massei a fare da leader in campo e fuori. 
Ad inizio campionato vengono battute nettamente Napoli, Roma e Fiorentina, viene anche toccata per un breve periodo la vetta della classifica. La SPAL veleggia tranquilla, chiudendo la stagione con un ottimo ottavo posto. In Coppa Italia, dopo la finale della passata stagione, uscirà al primo turno eliminata dal Catanzaro. Nel corso della stagione verrà introdotta la maglia a righe verticali bianco-azzurre, sostituendo quella a tinta unita azzurra con colletto e maniche bianche.

## Rosa
| N. |                   | Ruolo | Calciatore        |
| -- | ----------------- | ----- | ----------------- |
|    | Italia (bandiera) | P     | Eugenio Bruschini |
|    | Italia (bandiera) | P     | Edo Patregnani    |
|    | Italia (bandiera) | D     | Manlio Muccini    |
|    | Italia (bandiera) | D     | Adolfo Gori       |
|    | Italia (bandiera) | D     | Osvaldo Riva      |
|    | Italia (bandiera) | D     | Sergio Cervato    |
|    | Italia (bandiera) | D     | Gianfranco Bozzao |
|    | Italia (bandiera) | D     | Gennaro Olivieri  |
|    | Italia (bandiera) | D     | Roberto Ranzani   |
|    | Italia (bandiera) | C     | Dante Micheli     |

| N. |                      | Ruolo | Calciatore            |
| -- | -------------------- | ----- | --------------------- |
|    | Italia (bandiera)    | C     | Lorenzo Cappa         |
|    | Argentina (bandiera) | C     | Oscar Massei          |
|    | Italia (bandiera)    | A     | Carlo Dell'Omodarme   |
|    | Italia (bandiera)    | A     | Gianni Bui            |
|    | Brasile (bandiera)   | A     | Carlos Cezar de Souza |
|    | Italia (bandiera)    | A     | Carlo Novelli         |
|    | Italia (bandiera)    | A     | Alfredo Ciannameo     |
|    | Germania (bandiera)  | A     | Erwin Waldner         |
|    | Italia (bandiera)    | A     | Marcello Scali        |

## Risultati

### Serie A

#### Girone di andata
| Arbitro: | Marchese (Napoli) |

|  |           |            |
|  | Marcatori | 10’ Massei |

| Arbitro: | De Marchi (Pordenone) |

|                             |           |                   |
| Bui 65’ Benaglia 82’ (aut.) | Marcatori | 6’, 80’ Calvanese |

| Arbitro: | Campanati (Milano) |

|                                   |           |                         |
| Bui 21’ Micheli 71’, 72’ Gori 87’ | Marcatori | 23’ Corelli 59’ Fanello |

| Arbitro: | Francescon (Padova) |

|  |           |              |
|  | Marcatori | 59’ de Souza |

| Arbitro: | Marchese (Napoli) |

|                     |           |         |
| Di Giacomo 20’, 90’ | Marcatori | 13’ Bui |

| Arbitro: | Grignani (Milano) |

|                                         |           |  |
| de Souza 30’ Gori 32’ Dell'Omodarme 61’ | Marcatori |  |

| Arbitro: | Lo Bello (Siracusa) |

|                                            |           |                     |
| Pascutti 5’ Bulgarelli 23’, 80’ Haller 32’ | Marcatori | 76’ (rig.) de Souza |

| Arbitro: | Sbardella (Roma) |

|                               |           |               |
| Novelli I 9’, 85’ Waldner 59’ | Marcatori | 72’ Cavicchia |

| Arbitro: | Genel (Trieste) |

|        |           |          |
| Bui 8’ | Marcatori | 17’ Puia |

| Arbitro: | De Robbio (Torre Annunziata) |

|  |           |         |
|  | Marcatori | 63’ Bui |

| Arbitro: | Gambarotta (Genova) |

|             |           |  |
| Micheli 21’ | Marcatori |  |

| Arbitro: | Jonni (Macerata) |

|                                       |           |                          |
| Di Giacomo 25’ Suárez 32’ Mazzola 68’ | Marcatori | 72’ de Souza 90’ Micheli |

| Arbitro: | Di Tonno (Lecce) |

|                    |           |                                                   |
| Bui 3’ Micheli 65’ | Marcatori | 26’, 35’ Da Costa 38’ Gentili 47’, 84’ Domenghini |

| Arbitro: | Sbardella (Roma) |

|  |           |               |
|  | Marcatori | 57’ Novelli I |

| Ferrara 30 dicembre 1962 15ª giornata | SPAL              | 0 – 0 | Milan | Stadio Comunale\| Arbitro: \| Angonese (Mestre) \| |
| Arbitro:                              | Angonese (Mestre) |       |       |                                                    |

| Genova 6 gennaio 1963 16ª giornata | Genoa        | 0 – 0 | SPAL | Stadio Luigi Ferraris\| Arbitro: \| Adami (Roma) \| |
| Arbitro:                           | Adami (Roma) |       |      |                                                     |

| Arbitro: | Lo Bello (Siracusa) |

|  |           |                                 |
|  | Marcatori | 32’ (rig.) Sivori 70’ Stacchini |

#### Girone di ritorno
| Arbitro: | Righi (Milano) |

|              |           |  |
| de Souza 30’ | Marcatori |  |

| Catania 27 gennaio 1963 19ª giornata | Catania           | 0 – 0 | SPAL | Stadio Cibali\| Arbitro: \| Angonese (Mestre) \| |
| Arbitro:                             | Angonese (Mestre) |       |      |                                                  |

| Arbitro: | Grignani (Milano) |

|                 |           |  |
| Corelli 8’, 40’ | Marcatori |  |

| Arbitro: | Rigato (Mestre) |

|           |           |  |
| Ciannameo | Marcatori |  |

| Arbitro: | Angonese (Mestre) |

|                                 |           |  |
| Dell'Omodarme 19’ Ciannameo 31’ | Marcatori |  |

| Roma 24 febbraio 1963 23ª giornata | Roma           | 0 – 0 | SPAL | Stadio Olimpico\| Arbitro: \| Righi (Milano) \| |
| Arbitro:                           | Righi (Milano) |       |      |                                                 |

| Arbitro: | Francescon (Padova) |

|  |           |              |
|  | Marcatori | 77’ Pascutti |

| Arbitro: | De Robbio (Torre Annunziata) |

|                         |           |  |
| Cavicchia 30’ Brizi 69’ | Marcatori |  |

| Arbitro: | Sebastio (Taranto) |

|          |           |  |
| Puia 55’ | Marcatori |  |

| Arbitro: | De Marchi (Pordenone) |

|                   |           |             |
| Massei 24’ (rig.) | Marcatori | 50’ Sormani |

| Arbitro: | Jonni (Macerata) |

|           |           |  |
| Conti 48’ | Marcatori |  |

| Ferrara 14 aprile 1963 29ª giornata | SPAL                | 0 – 0 | Inter | Stadio Comunale\| Arbitro: \| Francescon (Padova) \| |
| Arbitro:                            | Francescon (Padova) |       |       |                                                      |

| Arbitro: | Cataldo (Reggio Calabria) |

|               |           |  |
| Meregetti 41’ | Marcatori |  |

| Arbitro: | Carminati (Milano) |

|              |           |          |
| de Souza 51’ | Marcatori | 23’ Dori |

| Arbitro: | Rigato (Mestre) |

|                                                |           |  |
| Rivera 2’ Fortunato 40’ Altafini 42’ David 49’ | Marcatori |  |

| Arbitro: | Campanati (Milano) |

|                                           |           |  |
| Massei 53’ Dell'Omodarme 82’, 87’ Bui 84’ | Marcatori |  |

| Arbitro: | Angelini (Firenze) |

|                        |           |                      |
| Miranda 25’ Zigoni 52’ | Marcatori | 8’ Bui 34’ Novelli I |

### Coppa Italia
| Arbitro: | Cirone (Palermo) |

|                          |           |  |
| Susan 1’, 30’ Vanini 87’ | Marcatori |  |